# Ptéris à feuilles fines
Pteris ensiformis
Espèce
Le Ptéris à feuilles fines (Pteris ensiformis) est une fougère de la famille des Pteridaceae et parfois classée parmi la famille des Adiantaceae selon les auteurs.

## Habitat, répartition
Le Ptéris à feuilles fines est une fougère des forêts tropicales sèches.

## Description
Le Ptéris à feuilles fines présente des grandes frondes graciles érigées avec une bande blanche.
- Période de sporulation : ?
- Mode de dissémination : anémochore.

## Particularité
Comme d'autres fougères de la même famille, c'est une plante qui présente des adaptations au stress oxydant.

## Utilisations
Pas d'utilisation connue.